# Glockturm
De Glockturm is een 3355 meter hoge bergtop in de Ötztaler Alpen in het Oostenrijkse Tirol.
De berg is de hoogste top van de Glockturmkam en ligt ten zuidwesten van het Gepatschspeicher. De berg wordt beklommen vanuit het Krummgampental of het Riffltal. Deze zijdalen van het Kaunertal zijn bereikbaar over de tolplichtige weg Kaunertaler Gletscherstraße. Vanaf daar moeten nog duizend hoogtemeters worden overwonnen. De bergtop is ook bereikbaar vanuit Pfunds via het Radurschltal en de Riffljoch, eventueel met een overnachting in het Hohenzollernhaus.